# Martin Gibert
Pour les articles homonymes, voir Gibert.
Martin Gibert est philosophe et chercheur à l’université de Montréal, affilié au Centre de recherche en éthique et à l’Institut de valorisation des données. Il est spécialisé dans l'éthique de l'intelligence artificielle et milite pour les droits des animaux.   

## Études
Martin Gibert a grandi à Montmorin en Auvergne et a suivi ses études au collège de Billom.
Il part ensuite en France[Quoi ?] étudier la philosophie à Clermont-Ferrand (licence de 1993 à 1996), Toulouse (maitrise et CAPES de 1997 à 1998) puis Paris (DEA de 1999 à 2000).

## Carrière
Après avoir obtenu le CAPES, Martin Gibert devient coopérant du service national dans les deux lycées français de Montréal. Il enseigne ensuite pendant un an en Tunisie comme « résident » avant de se mettre en disponibilité de l’Éducation nationale et de partir s'installer au Canada. 
Il y passe une thèse en psychologie morale intitulée Imagination et perception morale, sous la direction de Christine Tappolet à l'Université de Montréal, dans laquelle il soutient que l’imagination enrichit notre connaissance morale, notamment par la prise de perspective. Il tire de ce travail son premier livre, intitulé L’imagination en morale (Hermann 2014). 
Martin Gibert effectue ensuite un postdoc en philosophie expérimentale à l’Université McGill. Il profite de cette période pour mettre en application ses analyses sur la perception morale pour les animaux non humains et rédige le livre Voir son steak comme un animal mort: véganisme et psychologie morale (Lux, 2015). 
De 2015 à 2017, Martin Gibert est rédacteur en chef du magazine papier imprimé à Montréal, Véganes (les deux derniers numéros, 4 et 5, seront également publiés et distribués en France aux éditions La Plage). Fort de cette première expérience, Martin Gibert décide de s'engager en tant que corédactrice en chef (sic) de la revue antispéciste en ligne l'Amorce, afin de donner au mouvement végane/antispéciste un moyen de diffusion et de discussion interne pour les sujets difficiles,.  
En juillet 2017, Martin Gibert devient le premier chercheur en éthique de l’Université de Montréal à travailler spécifiquement sur les retombées sur nos vies du Big Data et de l’intelligence artificielle. Il travaille dans ce cadre en 2018 sur la Déclaration de Montréal pour un développement responsable de l’intelligence artificielle. Affilié au Centre de Recherche en Éthique (CRÉ) et à l’Institut de valorisation des données (IVADO), le chercheur est aussi membre du comité consultatif de la conduite responsable en recherche, coordonnateur du groupe Perspective sur l’IA. Dans le cadre de sa carrière académique, le philosophe est coorganisateur depuis 2019 d’un cycle de conférences internationales en éthique de l’IA et participe à de nombreuses conférence, dont Serait-il éthique d'utiliser un robot sexuel simulant Justin Trudeau ? (intitulée ainsi afin d'être « un piège à journaliste » du propre aveu de Martin Gibert), présentée en 2019 dans le cadre du congrès de l’ACFAS.  
En parallèle de son travail de recherche, Martin Gibert est chargé de cours en Pensée critique et dialogue à l’Université du Québec à Montréal.
Par ailleurs, Martin Gibert collabore comme coéditeur de la section « morale » de l’Encyclopédie philosophique en ligne et est Coauteur du manifeste Les animaux ne sont pas des choses (à l’origine du projet de loi 54 qui modifie le code civil du Québec).

## Pensée

### Positions
Martin Gibert considère nécessaire d’insuffler une morale aux robots, chatbots et autres machines. Il estime qu'il faudrait à cette fin avoir recours au dilemme du tramway et à l'apprentissage supervisé (ou « machine learning ») pour soumettre au robot des exemples de comportements de gens vertueux,.
Martin Gibert écrit parfois au féminin comme genre par défaut en tant que corédactrice en chef de la revue antispéciste en ligne l'Amorce ou qu'auteur dans la dernière partie de son livre Faire la morale aux robots. Son objectif est que ce petit décalage favorise un regard critique sur les stéréotypes et les catégories mentales, tout en améliorant la représentation des femmes parmi les groupes mixtes dans ses textes.
Pour lui, admettre le principe d’égalité (il faut traiter les cas similaires de façon similaire) et la sentience de la plupart des animaux d'élevage (permettant de les identifier comme des patients moraux) suffit à déduire l'ensemble du projet antispéciste. Il est par conséquent engagé auprès du mouvement végane et soutient une position abolitionniste vis-à-vis de l'exploitation animale. Dans Voir son steak comme un animal mort (Lux éditeur, Montréal, 2015), le philosophe tente de démontrer que puisqu'il est possible de vivre sans infliger de souffrances non nécessaires aux animaux, alors nous devrions le faire,,,,. Il considère également que la plupart des humains emploient de multiples stratégies pour éviter une dissonance cognitive entre leur conviction qu'on ne devrait pas infliger sans nécessité des souffrances ou la mort à des êtres sentients d'une part et leur participation à l’exploitation animale d'autre part. 

## Publications

### Livres
- L’imagination en morale (Éditions Hermann, Paris, 2014).
- Voir son steak comme un animal mort: véganisme et psychologie morale (Lux, 2015)
- Faire la morale aux robots. Une introduction à l’éthique des algorithmes (Atelier 10, Montréal, 2020. Flammarion, Paris, 2021).

### Chapitres de livre, rapports et préfaces
- Gibert, M. et Desaulniers, E. (2020) « Carnisme », dans R. Larue (dir) La pensée végane : 50 regards sur la condition animale, Paris PUF.
- Gibert, M., Mondin, C. et Chicoisne, G. (2018) « Portrait 2018 des recommandations internationales en éthique de l’IA » partie 2 du Rapport de la déclaration de Montréal pour un développement responsable de l’IA. Université de Montréal.
- Gibert, M. (2018) « la coconstruction en ligne et les mémoires reçus » partie 5 du Rapport de la déclaration de Montréal pour un développement responsable de l’IA. Université de Montréal. Gibert, M. (2017)
- « Êtes-vous minimaliste? Pour une approche morale expérimentale » in Roberto Merill et Patrick Savidan, Du minimalisme moral, essais pour Ruwen Ogien, Raison Publique, n.22, 2017/2.
- Gibert M. et Ricard, M. (2016) Préface à Melanie Joy, Introduction au carnisme, L’Âge d’homme.
- Gibert, M. et Desaulniers, E. (2013) article « carnism » d'Encyclopedia of Food and Agricultural Ethics (Springer), éditée par Paul B. Thompson et David M. Kaplan.
- Gibert, M. (2011) « Un souper chez Sarah Palin - dix bonnes raisons de manger de la viande? » dans Élise Desaulniers, Je mange avec ma tête, Stanké.